# Čakanovský profil
Čakanovský profil je přírodní památka v katastrálním území obce Čakanovce v okrese Lučenec v Banskobystrickém kraji na Slovensku. Území bylo vyhlášeno v roce 1990 a jeho rozloha je 0,69 hektaru. Předmětem ochrany je geologický profil s téměř úplným sledem příbřežních a kontinentálních hornin spodního miocénu v bývalých lomech.